# 5e arrondissement de Budapest
Pour les articles homonymes, voir Belváros (homonymie) et Lipótváros.
 (décembre 2023).
Si vous disposez d'ouvrages ou d'articles de référence ou si vous connaissez des sites web de qualité traitant du thème abordé ici, merci de compléter l'article en donnant les références utiles à sa vérifiabilité et en les liant à la section « Notes et références ».
Le 5e arrondissement de Budapest (en hongrois : Budapest V. kerülete) ou Belváros-Lipótváros ([ˈbɛlvaːɾoʃ ˈlipoːtvaːɾoʃ], en allemand : Innenstadt-Leopoldstadt) est un arrondissement de Budapest. Situé entre le Margit híd et le Szabadság híd côté Pest, ceint du nord au sud par le Nagykörút, Bajcsy-Zsilinszky út et le Kiskörút, il est considéré comme l'arrondissement le plus prestigieux de la capitale car il concentre de nombreuses institutions publiques (Parlement hongrois, ministères, bibliothèques, universités, Académie hongroise des sciences) mais aussi de nombreux palais et édifices luxueux. Le quartier piéton autour de Váci utca et Vörösmarty tér ainsi que le Duna Korzó le long du Danube en font un quartier incontournable pour les touristes.

## Histoire
L'arrondissement est créé en 1873, lors de l'unification des villes de Buda, Óbuda et Pest pour former la ville de Budapest. Il correspond alors au centre de Pest.

## Tissu urbain

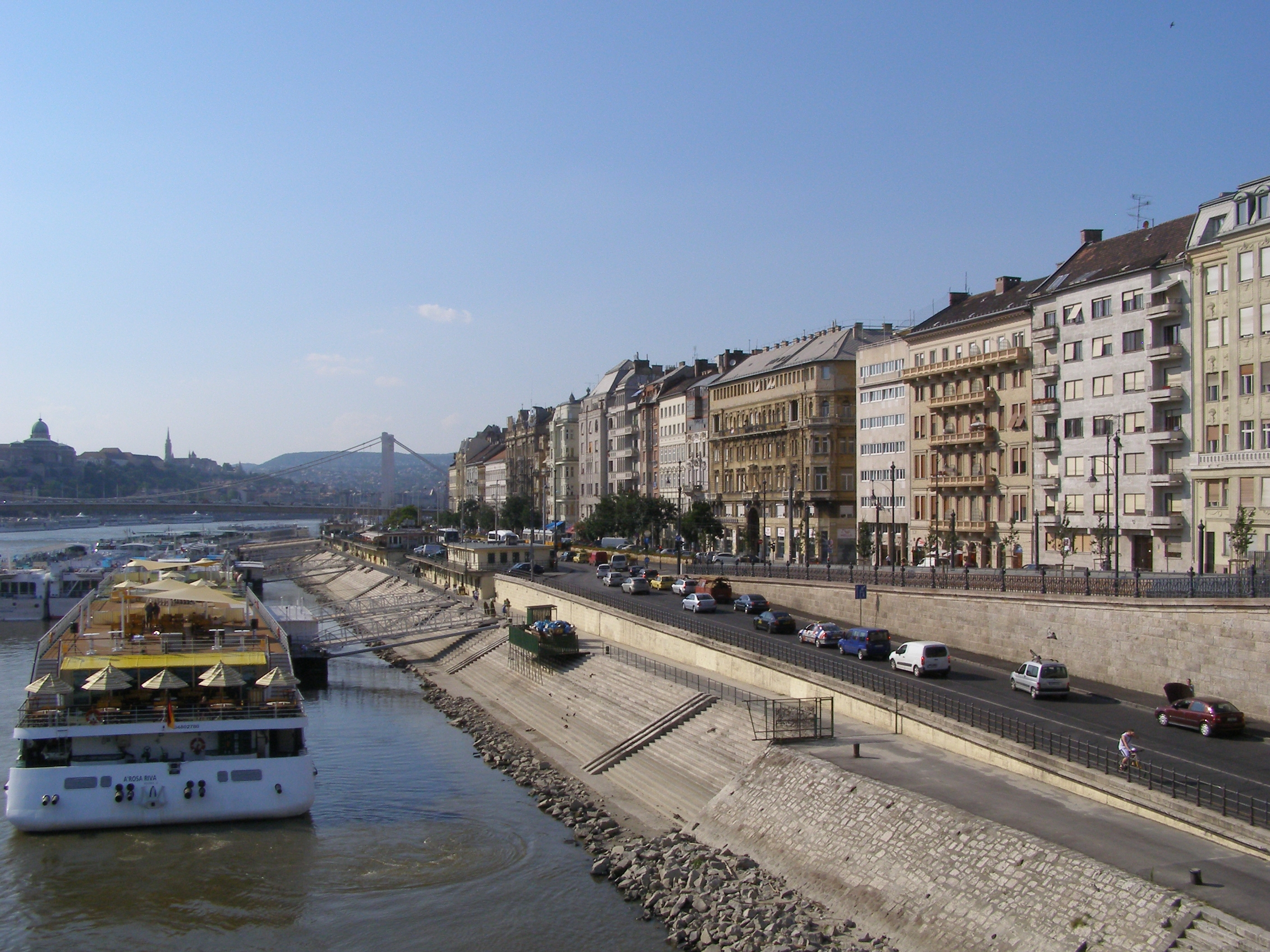
Les façades le long du Danube vues depuis Szabadság híd.

Belváros est le centre-ville historique de Pest entre le Széchenyi Lánchíd et le Szabadság híd. Organisé autour du croisement Váci utca/Kossuth Lajos utca, la forte concentration en monuments historiques en fait l'un des quartiers les plus prestigieux de la capitale hongroise. On y trouve de nombreux palais, abritant ici ou là des fonctions institutionnelles (universitaires notamment) ou commerciales. Avant la Seconde Guerre mondiale, Ferenciek tere et l'entrée de l'ancien Erzsébet híd constituaient l'une des places les plus importantes de la ville. La construction du nouveau pont puis la transformation de l'axe Kossuth Lajos utca/Rákóczi út en grande voie réservée à la circulation automobile a créé une césure, que des politiques d'aménagement tentent de résorber. L'une des principales réalisations a été à la fin des années 1990 le prolongement de la piétonisation de Váci utca vers le sud, créant ainsi une artère très touristique, occupée par des enseignes de luxe, magasins franchisés et chaînes de nombreuses marques occidentales. Ce quartier est bordé à l'Ouest par le Danube, à l'Est et au Sud par le Kiskörút, au nord par Erzsébet tér.
Lipótváros correspond à la partie nord de l'arrondissement. Quartier des ministères, on y trouve notamment le Parlement hongrois, les bureaux du premier ministre et quelques ambassades comme l'ambassade des États-Unis sur Szabadság tér. Bordé entre Margit híd et la gare de Budapest-Nyugati par le Nagykörút, il s'agit d'un quartier résidentiel calme où l'on trouve de nombreuses rues arborées où se concentrent de nombreux magasins d'antiquité (Antikvitás) ou boutiques de livres anciens (Antikvárium). Sur Kossuth Lajos tér, le Musée ethnographique rivalise mal avec le Parlement qui lui fait face, malgré le caractère monumental de l'édifice. À l'extrémité du quartier, tournant le dos à Bajcsy-Zsilinszky út, on trouve la basilique Saint-Étienne de Pest.

### Monuments historiques

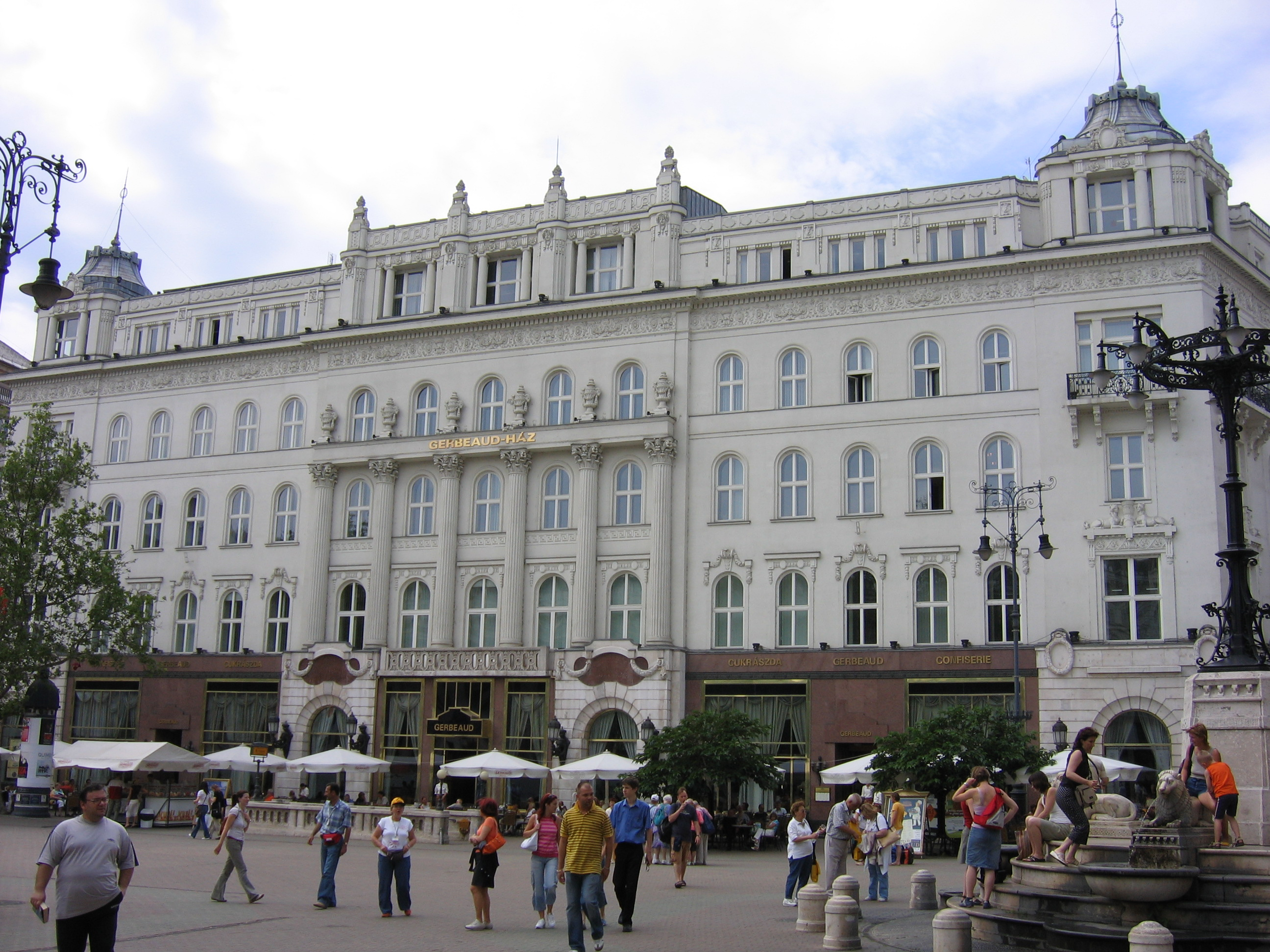
La Maison Gerbeaud sur Vörösmarty tér.

Parmi les édifices du Ve arrondissement, on trouve:
- Le Parlement hongrois qui est le plus beau palais de la ville. Le parlement est d'une très grande richesse. Il est de style néogothique et néobyzantin.
- L'académie hongroise des sciences de style néorenaissance.
- Le  Musée ethnographique  qui est le plus beau palais néobaroque de Budapest.
- La banque nationale de Hongrie de style éclectique.
- Le siège de la télévision nationale de style éclectique.
- La basilique Saint-Étienne de Pest de style néorenaissance.
- Le palais Gresham qui est le palace le plus somptueux de la ville.
- Les ministères de l'intérieur et de l'agriculture de style classique.
- Les deux palaces chlotildes néobaroques.
- Le palais Duna néobaroque.
- Le Széchenyi Lánchíd  se dresse devant le palace Gresham, véritable œuvre d'art. Il est formé de deux imposants arcs de triomphe où des sculptures, des têtes de lions sont représentées. Quatre autres statues de fauves ont été érigées de chaque côté du pont. Les anciens lampadaires ont également été conservés.
- Kossuth Lajos tér
- L'évêché unitarien (siège de l'Église unitarienne de Hongrie, église et appartements), rue Nagy Ignác. Cette église est encastrée dans une grande bâtisse de brique. Elle jouxte une librairie unitarienne.

L'arrondissement est d'ailleurs classé au patrimoine mondial de l'UNESCO.

### Projets urbains

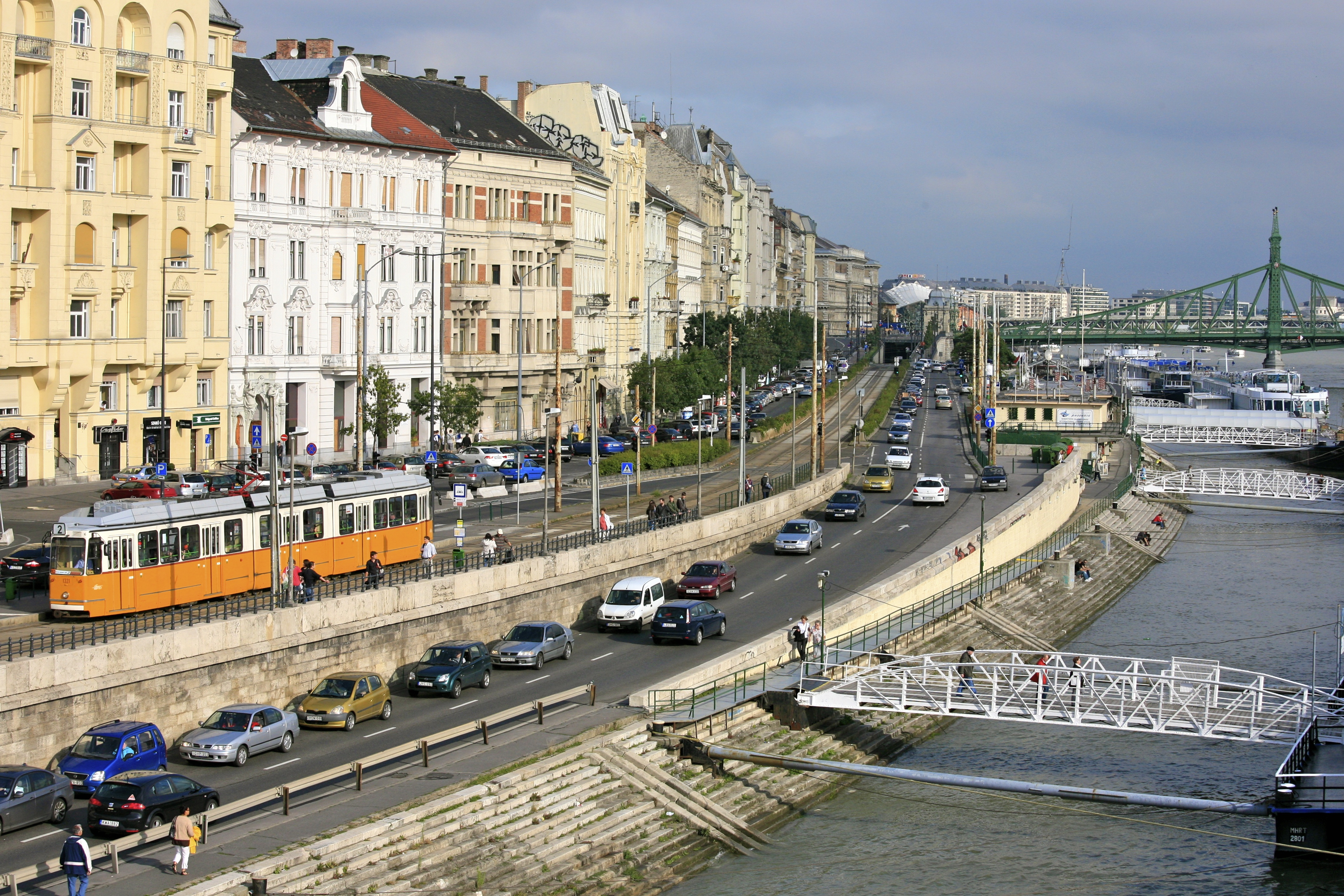
Les berges du Danube vont être réaménagées sous le nom du programme Rak-park.

Le 5e arrondissement bénéficie depuis la fin des années 1980 de nombreux programmes de développement urbain, visant à articuler ses fonctions de commandement (quartier gouvernemental autour du Parlement hongrois, sièges d'entreprises) et son attractivité touristique. L'abandon des politiques socialistes de planification, en raison de grandes difficultés à financer le développement urbain, a favorisé l'émergence de dispositifs de « gentrification dirigée » destinés à attirer les classes moyennes supérieures et faire place nette pour les investisseurs étrangers. Outre la conversion de nombreux appartements en bureaux, ces mesures ont également favorisé l'essor d'une offre commerciale de haut standing, marquant le début de l'occidentalisation de Budapest. 
Durant les années 1990, les pouvoirs publics concentrent leurs efforts sur la réhabilitation des espaces publics (Szabadság tér, Vörösmarty tér) et le développement de l'axe Váci utca vers le sud. Durant les années 2000, l'arrondissement bénéficie de moyens supplémentaires grâce à l'apport des fonds structurels européens, lesquels participent notamment au financement du programme « Cœur de Budapest ». Celui-ci permet la requalification de Ferenciek tere, Március 15. tér, Széchenyi István tér et Károly körút. Un second axe nord-sud baptisé Fő utca, est également inauguré afin de conforter la vocation de vitrine de Váci utca. Il permet par ailleurs de faire la jonction au nord avec le quartier de la basilique Saint-Étienne de Pest et le campus urbain de l'Université d'Europe centrale.
La rénovation intégrale de Kossuth Lajos tér est le projet le plus spectaculaire réalisé depuis le début des années 2010. L'ouverture de Pest sur le Danube constitue l'axe d'urbanisation prioritaire pour les prochaines années. Le programme métropolitain Rak-park vise notamment à rétablir des connexions piétonnes entre le centre-ville et les berges du fleuve.

## Relations internationales

### Jumelages
L'arrondissement est jumelé avec les villes suivantes :
- Bačka Topola (Serbie)
- 4e arrondissement de Berlin (Allemagne)
- Stare Miasto, Cracovie (Pologne)
- Gheorgheni (Roumanie)
- Mondragone (Italie)
- 2e arrondissement de Prague (Tchéquie)
- Rakhiv (Ukraine)
- Rimetea (Roumanie)
- Rožňava (Slovaquie)

## Galerie

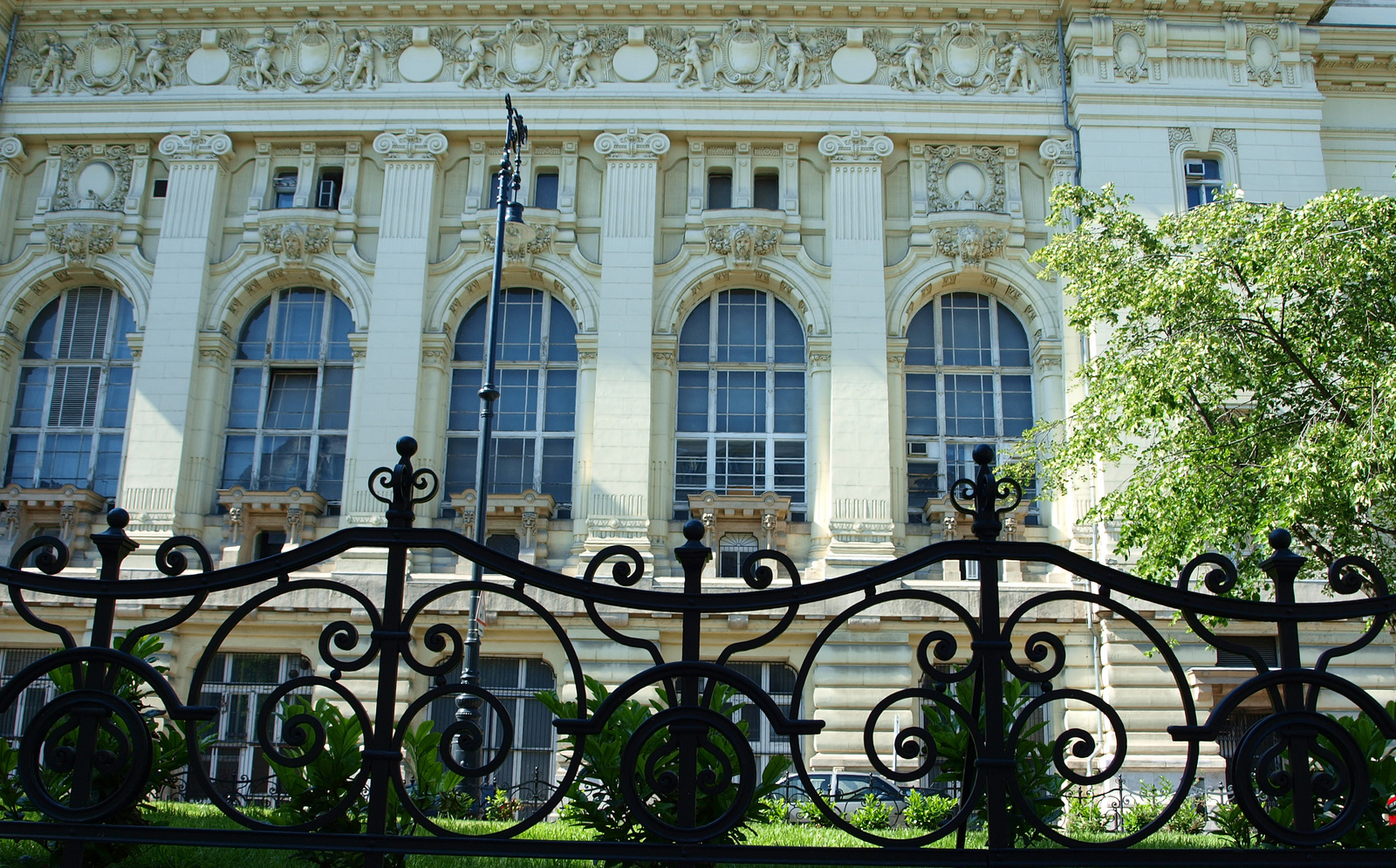
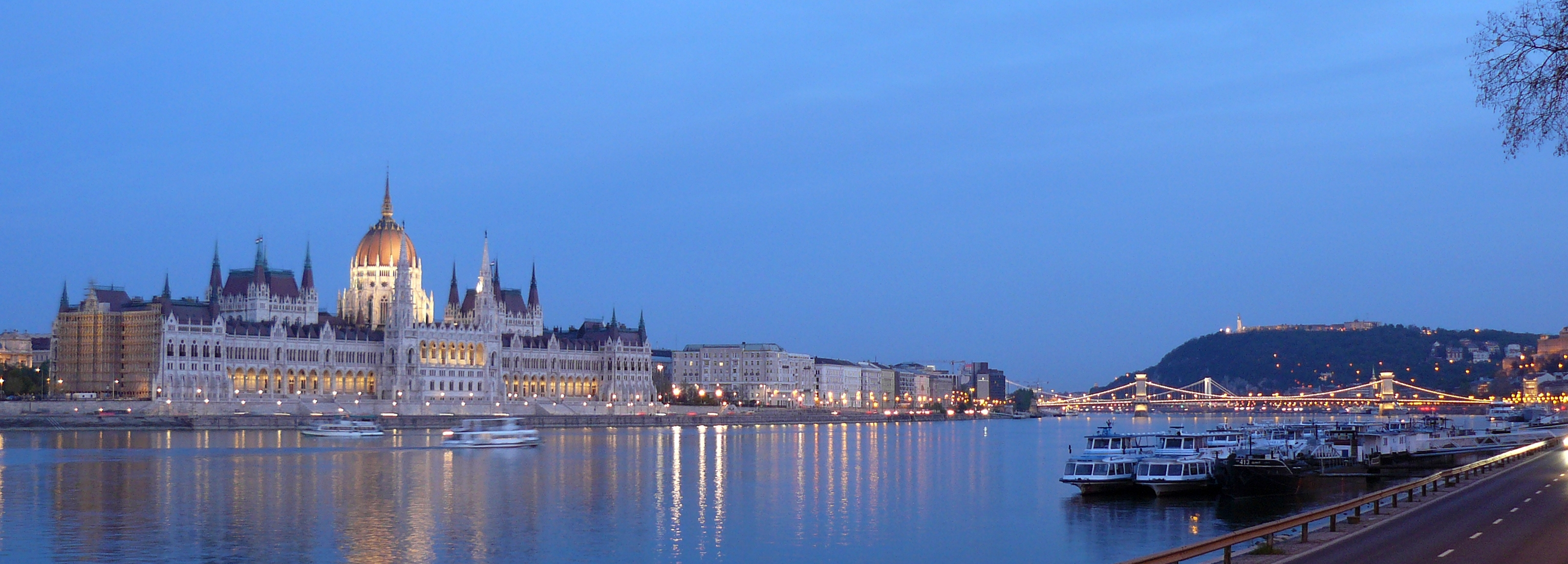
Le Parlement hongrois
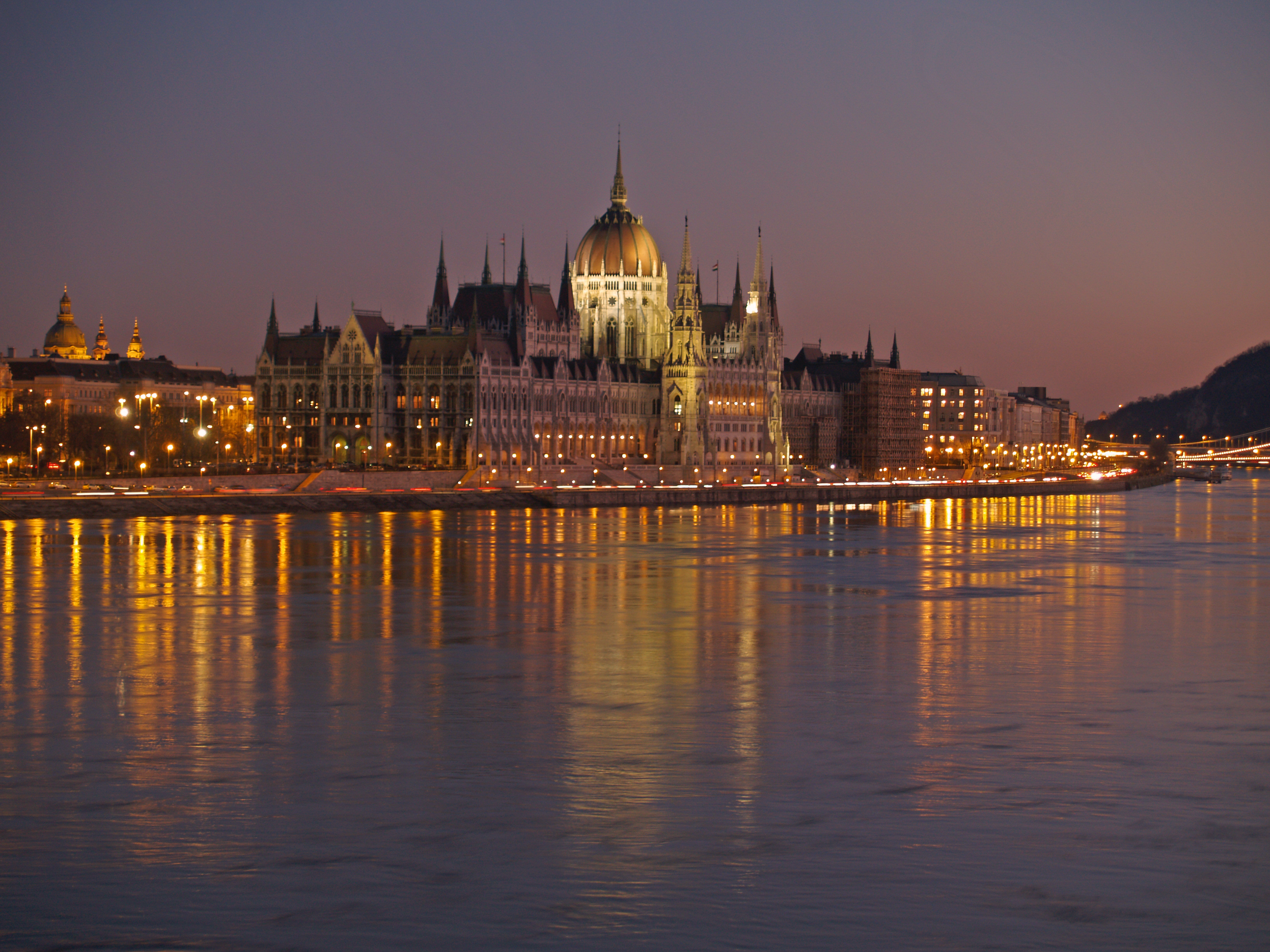
Le Parlement hongrois
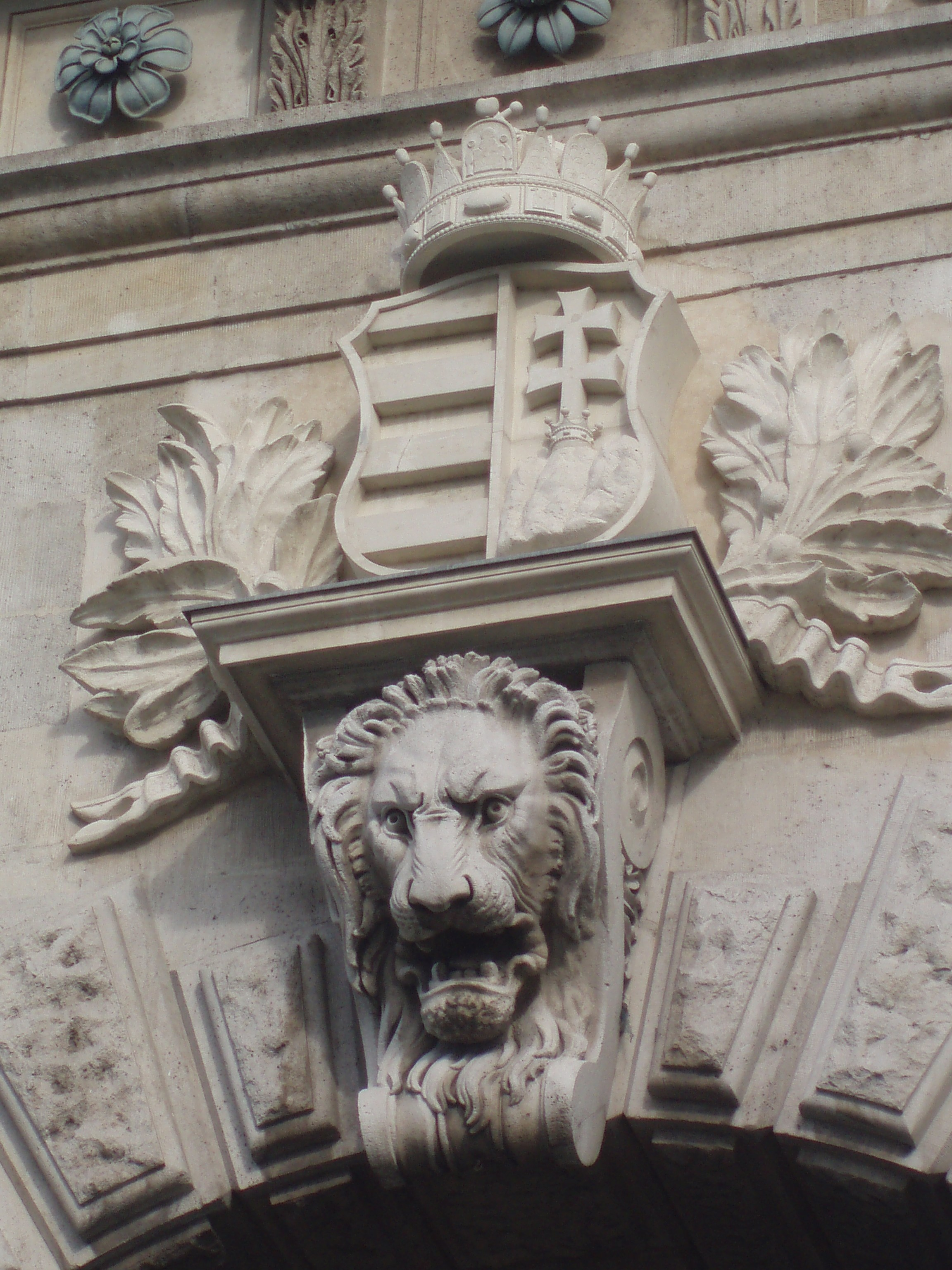
Vue du Pont des chaînes
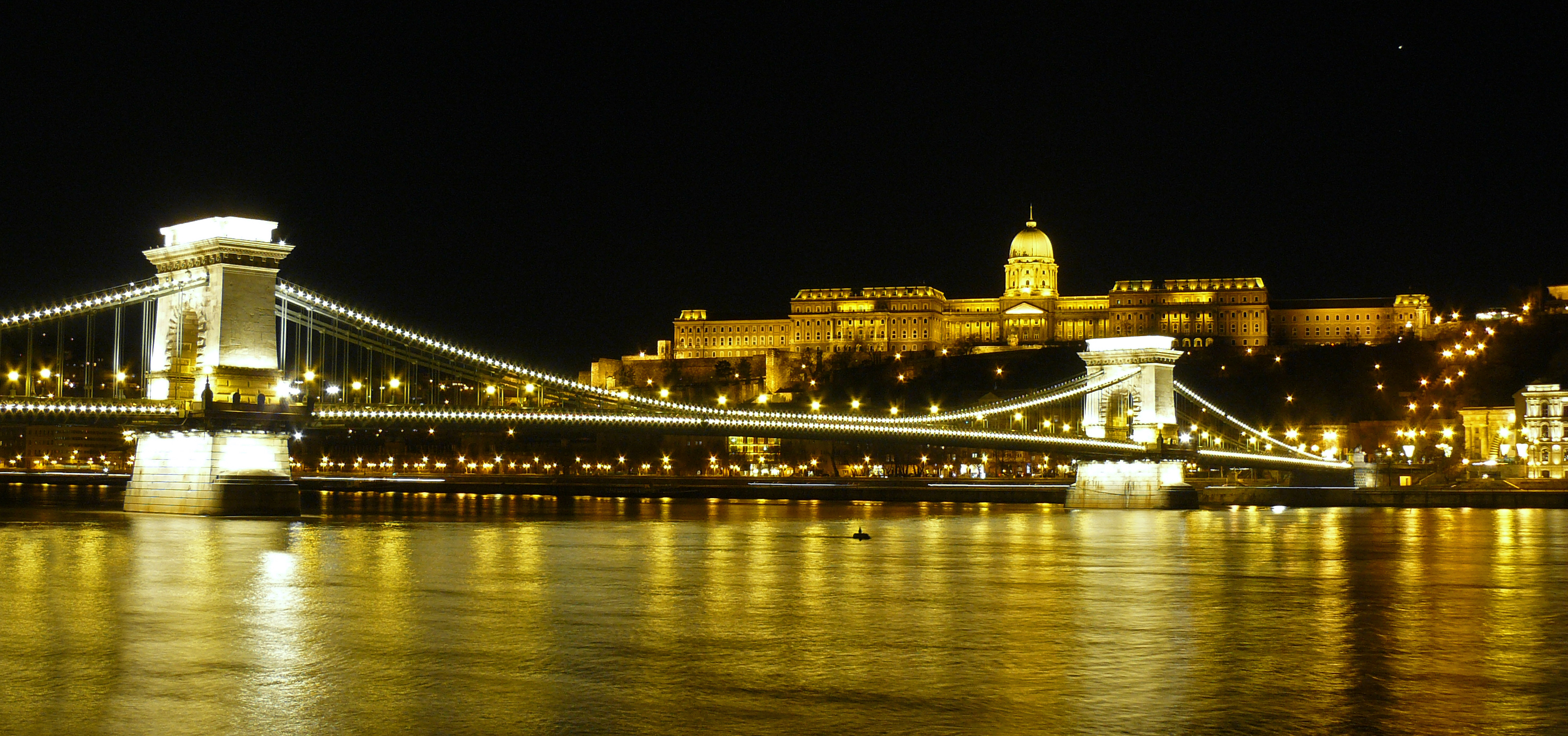
Le Pont des chaînes avec en arrière-plan le Château de Buda
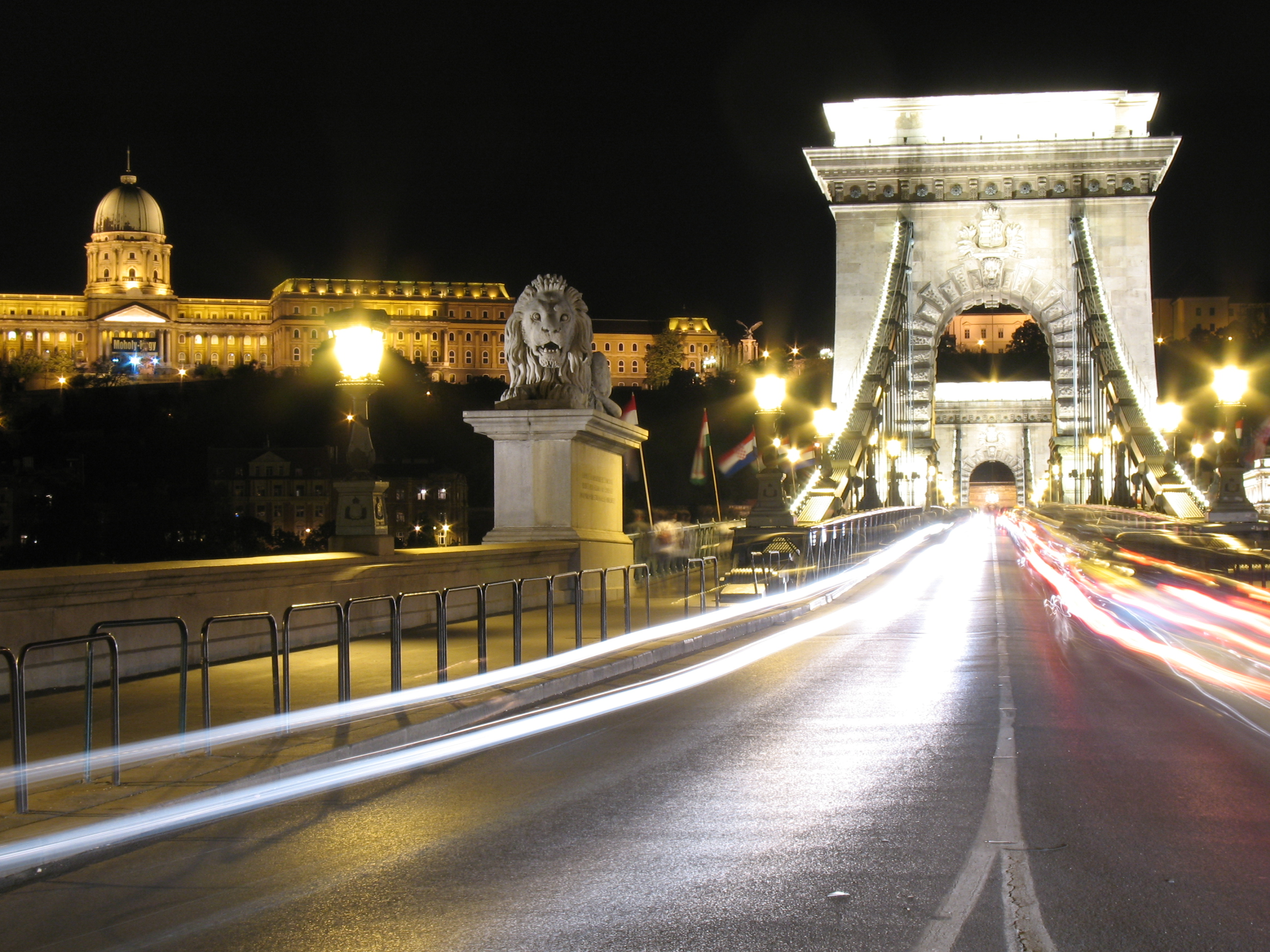
Le Pont des chaînes
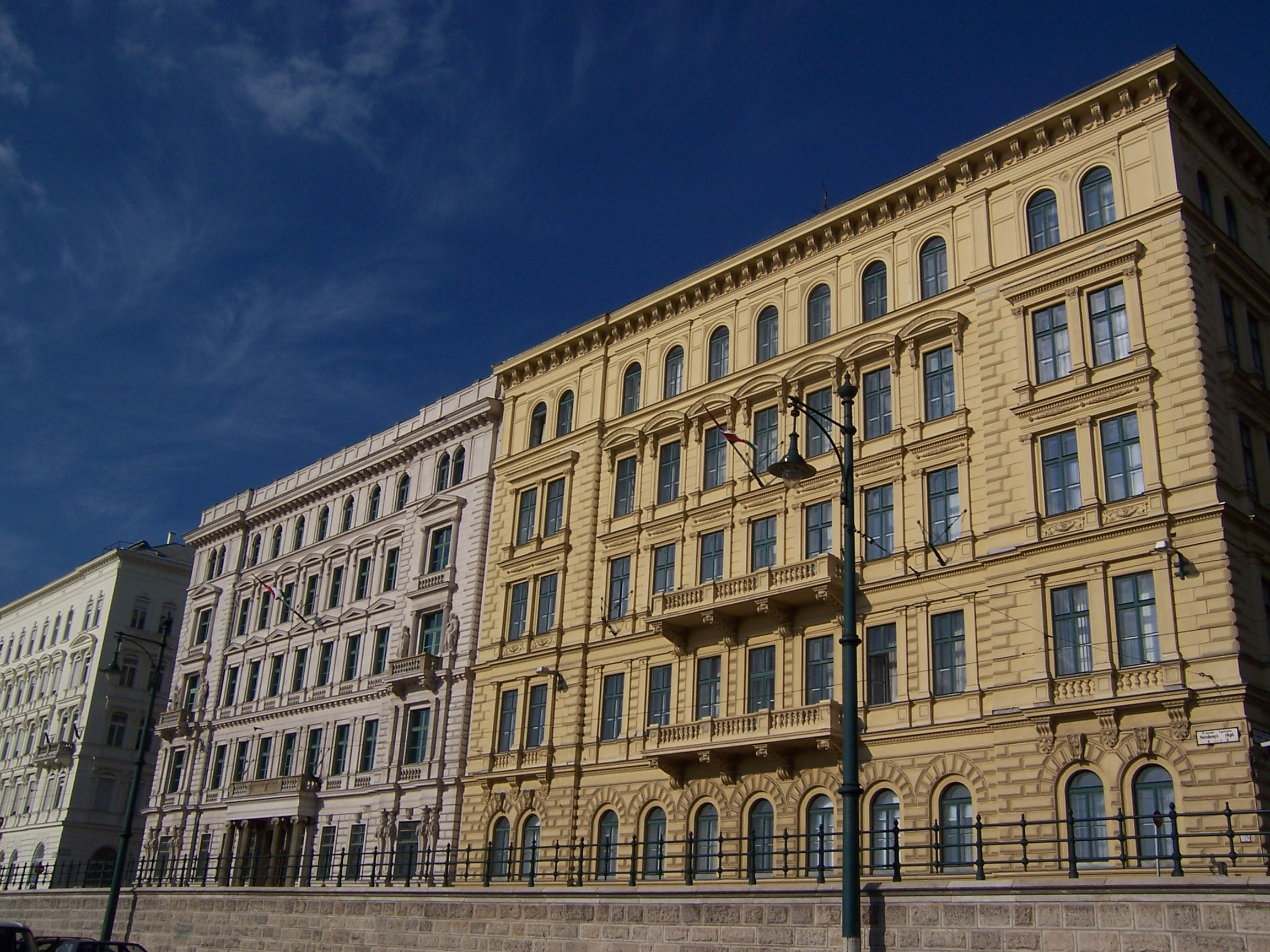
Les façades le long du Danube dans le quartier de Lipótváros
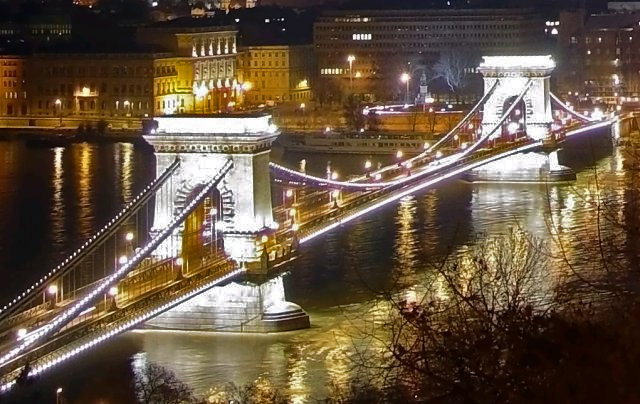
Le Pont des chaînes
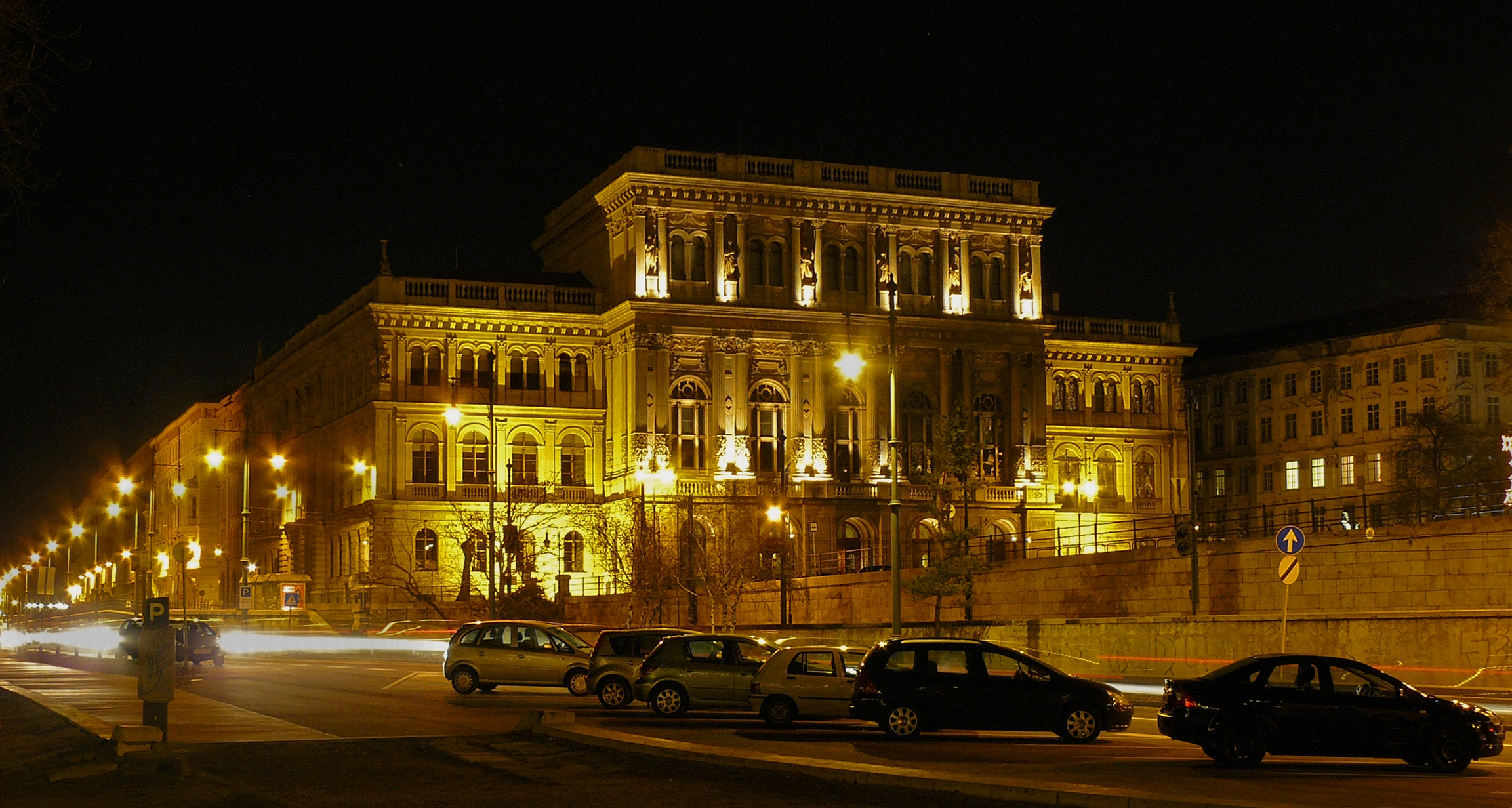
L'Académie hongroise des sciences
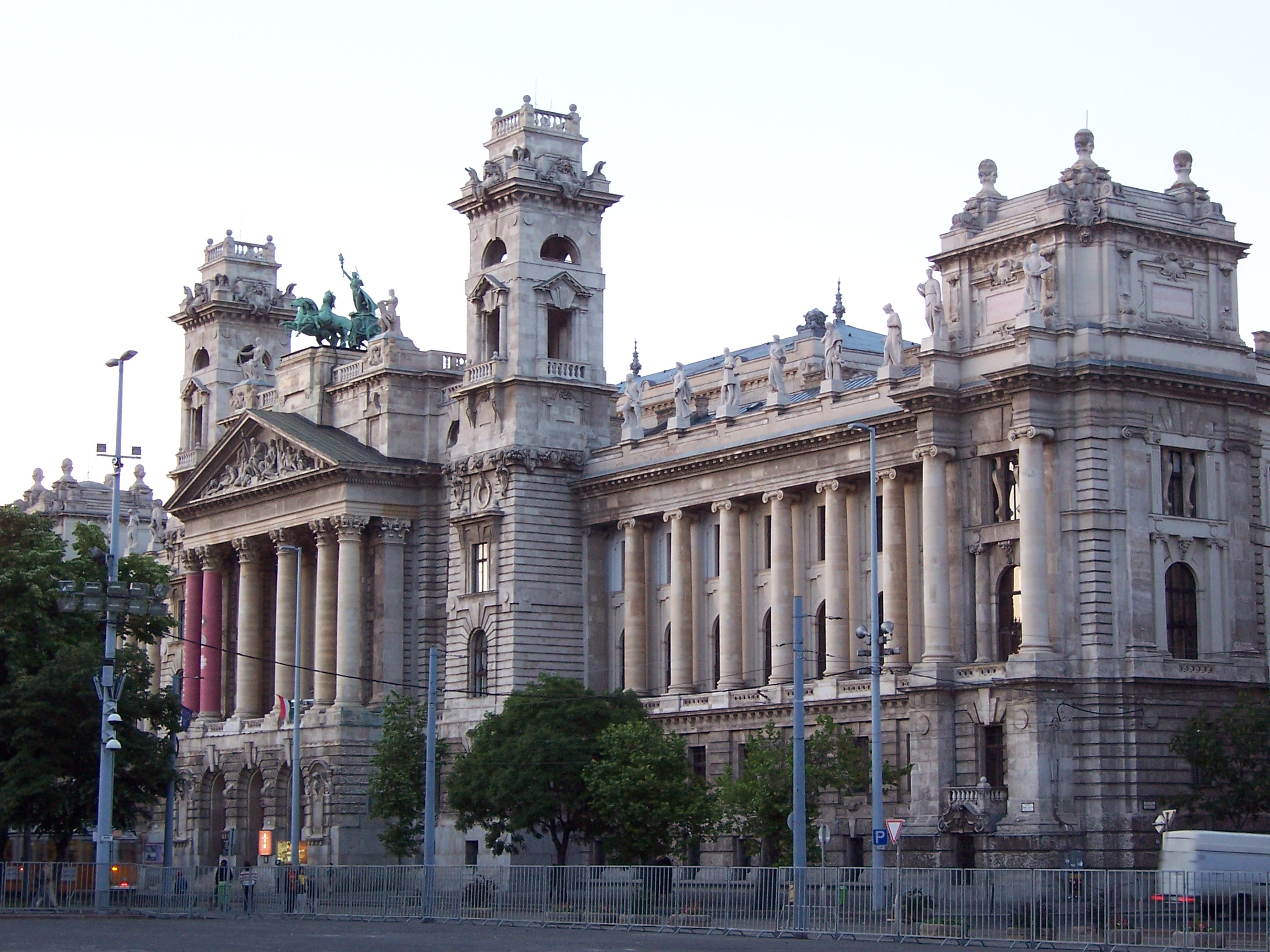
Le Musée ethnographique
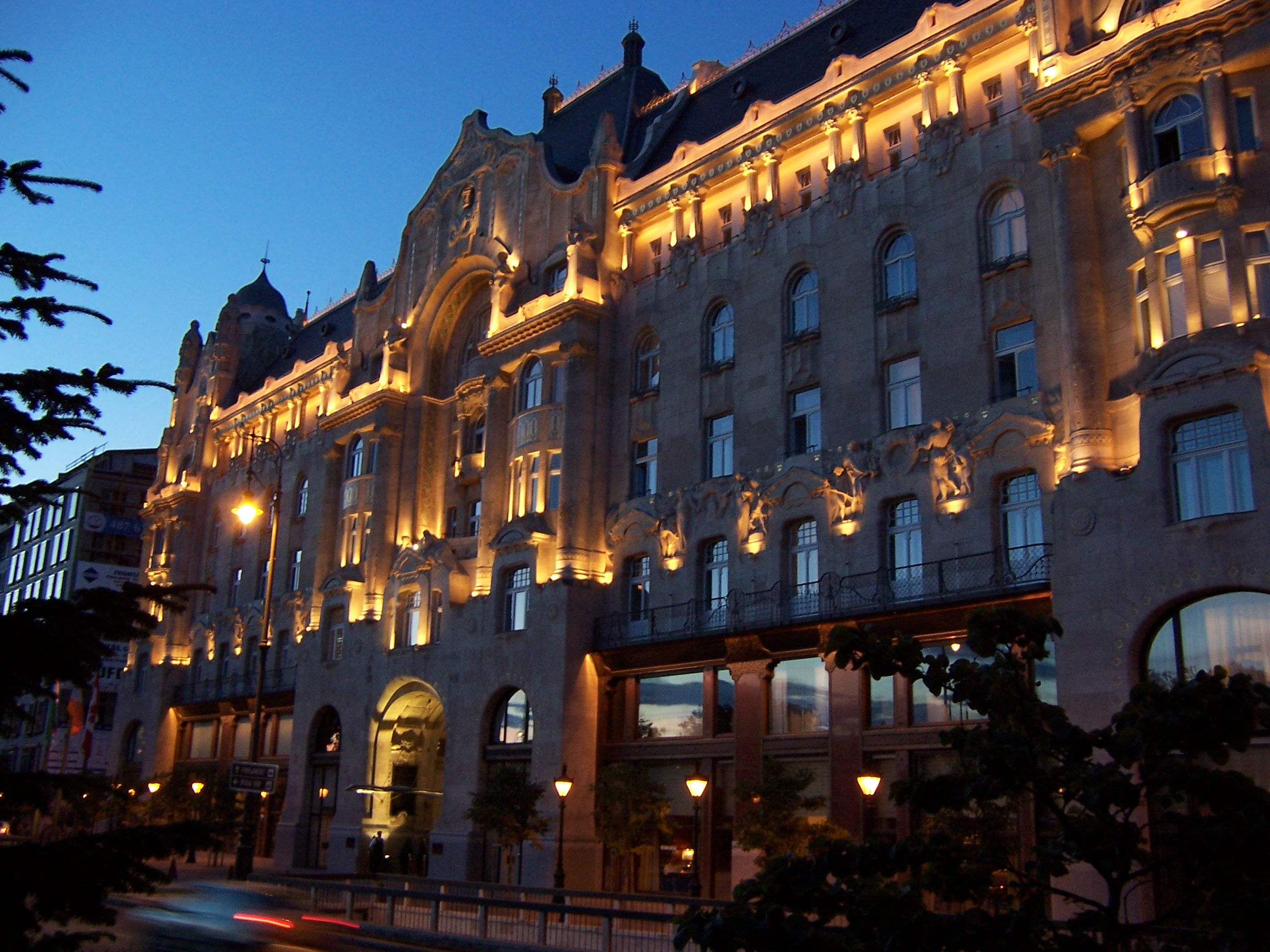
Le Palais Gresham
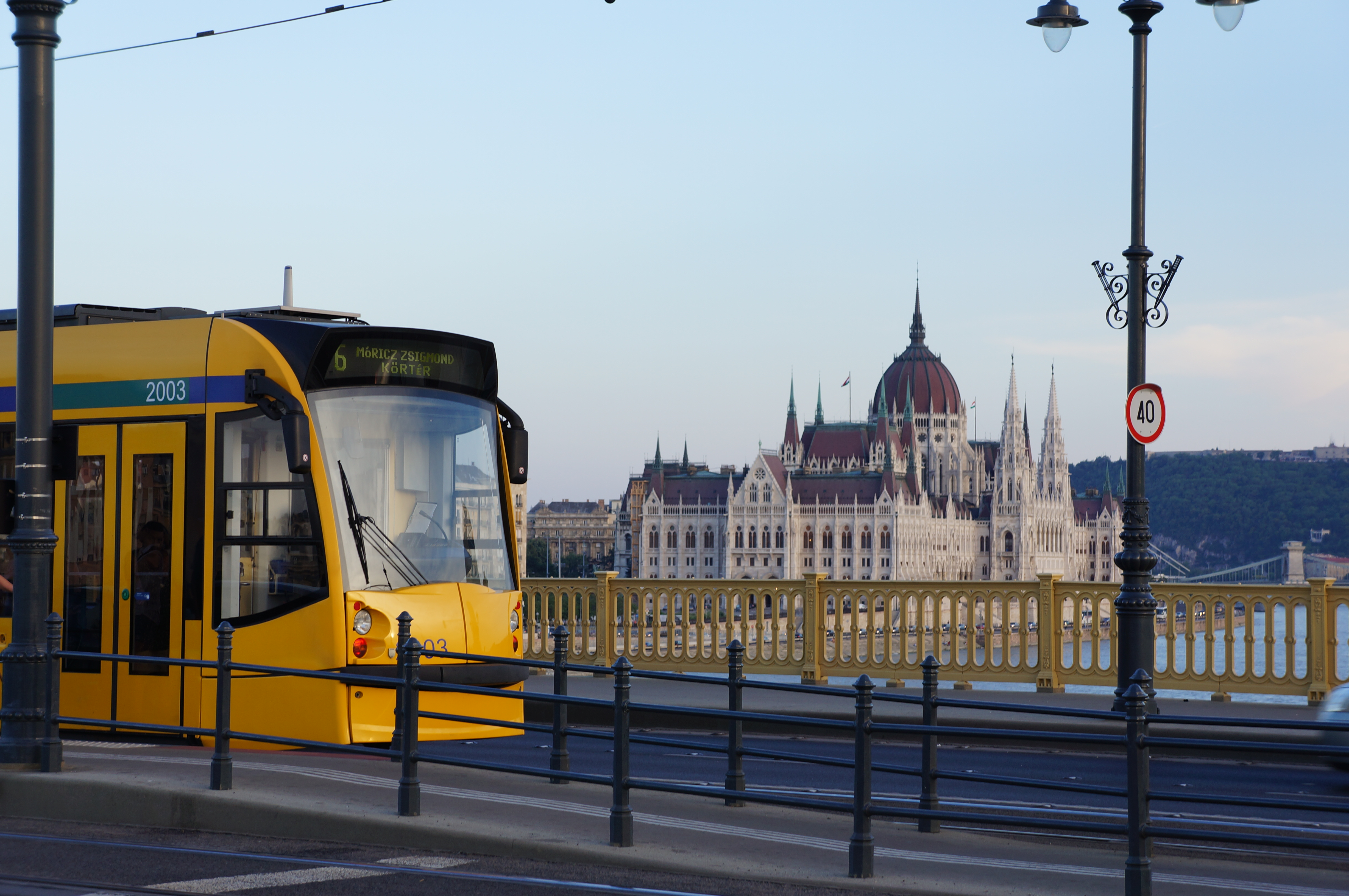
Le Parlement hongrois vu du Margit híd (pont Marguerite)